# Mike Parkes
 Mike Parkes  va ser un pilot de curses automobilístiques britànic que va arribar a disputar curses de Fórmula 1.

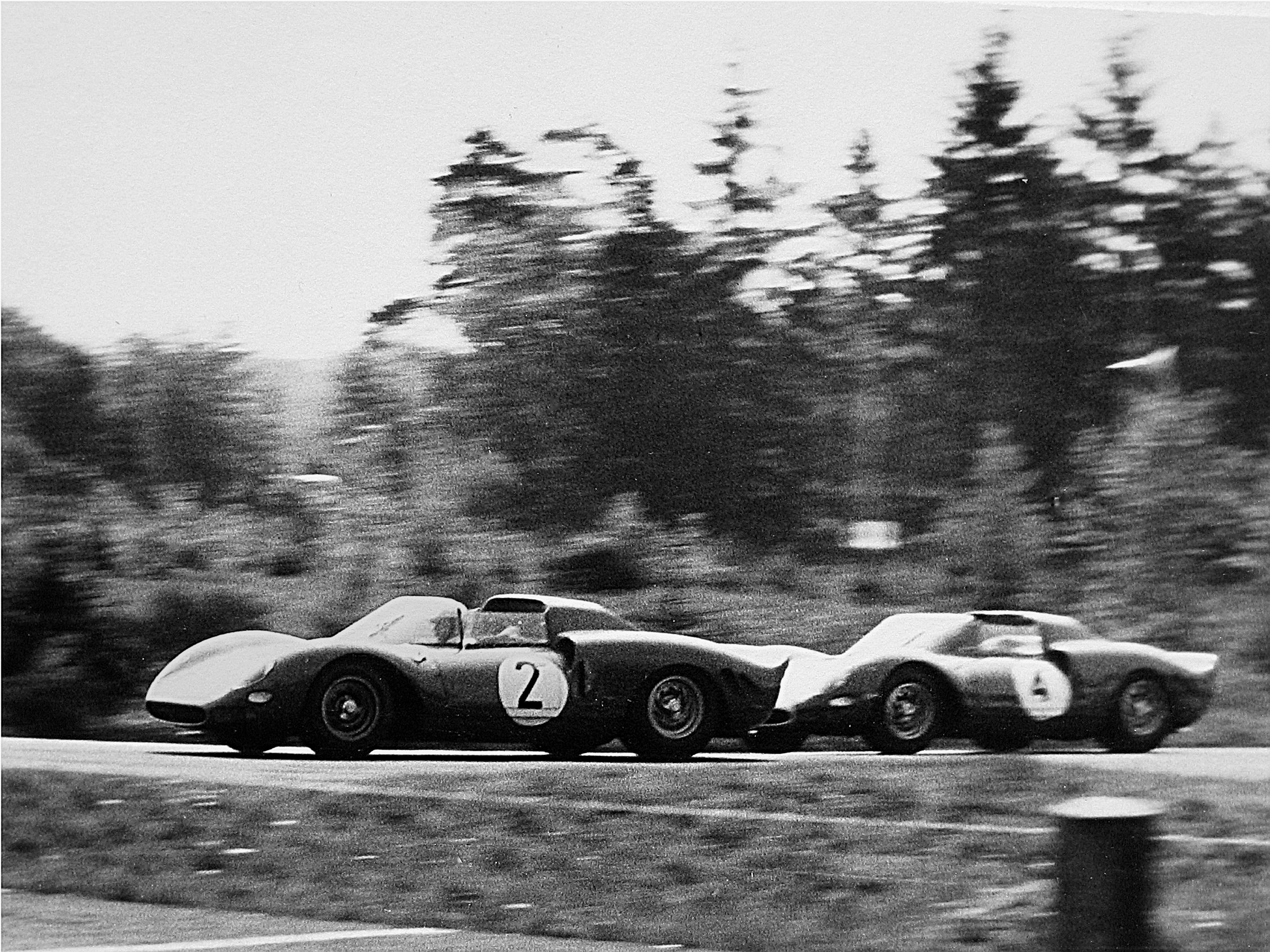
Parkes als 1000 km de Nürburgring davant de Graham Hill ambdós amb Ferrari.

Mike Parkes va néixer el 24 de setembre del 1931 a Richmond, Surrey, Anglaterra i va morir el 28 d'agost del 1977 a Torí, Itàlia.

## A la F1
Va debutar a la cinquena cursa de la temporada 1959 (la desena temporada de la història) del campionat del món de la Fórmula 1, disputant el 18 de juliol del 1959 el GP de la Gran Bretanya al Circuit d'Aintree.
Mike Parkes va participar en set proves puntuables pel campionat de la F1, disputats en tres temporades diferents en l'interval 1959 - 1967, aconseguint dos podis (dos segons llocs) i una pole com a millor classificació i assolí catorze punts pel campionat del món de pilots.

## Resultats a la Fórmula 1
| Any  | Equip            | Xassís   | Motor   | 1   | 2   | 3     | 4       | 5       | 6       | 7     | 8   | 9   | 10  | 11  | Posició | Punts |
| ---- | ---------------- | -------- | ------- | --- | --- | ----- | ------- | ------- | ------- | ----- | --- | --- | --- | --- | ------- | ----- |
| 1959 | David Fry        | Fry (F2) | Climax  | MON | 500 | HOL   | FRA     | GBR NVQ | ALE     | POR   | ITA | USA |     |     | -       | 0     |
| 1966 | Scuderia Ferrari | Ferrari  | Ferrari | MON | BEL | FRA 2 | GBR     | HOL Ret | ALE Ret | ITA 2 | USA | MEX |     |     | 8è      | 12    |
| 1967 | Scuderia Ferrari | Ferrari  | Ferrari | SUD | MON | HOL 5 | BEL Ret | FRA     | GBR     | ALE   | CAN | ITA | USA | MEX | 16è     | 2     |

### Resum
| Curses: | Victòries: | Pòdiums: | Poles: | Voltes ràpides: | Punts: |
| ------- | ---------- | -------- | ------ | --------------- | ------ |
| 7       | 0          | 2        | 1      | 0               | 14     |